# Raz-de-marée de la Saint-Nicolas en 1196
Le raz-de-marée de la Saint-Nicolas a eu lieu aux Pays-Bas.